# Alfredo Panella
Alfredo Panella (Genzano di Roma, 1896 – ...) è stato un pilota motociclistico italiano.

## Biografia
Motociclista in attività dal 1921 al dopoguerra, Alfredo Panella nasce alla fine del XIX secolo a Genzano di Roma, presso i Castelli Romani.
Dopo aver combattuto nella prima guerra mondiale, Panella fece il suo esordio nel motociclismo alla corsa in salita della "Merluzza", arrivando ultimo della sua classe. Poco dopo, trasferitosi a Foligno per lavoro, arrivò secondo al Circuito dell'Appennino Centrale con una Frera 500, mostrando le sue doti di pilota irruente.
Nel 1923 divenne pilota ufficiale per la Galloni, casa motociclistica con sede a Borgomanero, ottenendo buoni risultati specie nella stagione 1926, anno in cui vinse 18 delle 20 gare disputate e il Campionato Italiano della 250. Quando la Galloni chiuse i battenti passò alla Ladetto & Blatto, Casa torinese con le cui moto vinse il Gran Premio di Svizzera, valido come prova unica del campionato d'Europa 1928 classe 175 e un nuovo titolo italiano, quello della 175 cm³ nel 1929.
Nel 1930 passò alla Moto Guzzi, con cui ottenne altri tre titoli italiani (1930, 1931 e 1933, tutti in 250), la vittoria al Gran Premio di Francia 1931 sul Circuito di Montlhéry e due medaglie d'oro alle Sei Giorni 1932 e 1933.
A metà anni trenta Panella iniziò a limitare la sua attività di pilota (che continuò sin oltre la seconda guerra mondiale), affiancando ad essa l'organizzazione di gare e raduni motociclistici. È stato inoltre tra i fondatori del Moto Club Arona.